# Frank Greenwood (homme politique)
 (février 2025).
Si vous disposez d'ouvrages ou d'articles de référence ou si vous connaissez des sites web de qualité traitant du thème abordé ici, merci de compléter l'article en donnant les références utiles à sa vérifiabilité et en les liant à la section « Notes et références ».
Pour les articles homonymes, voir Frank Greenwood et Greenwood.
Frank Greenwood, est un homme politique canadien de la Colombie-Britannique. Il est député provincial créditiste de la circonscription britanno-colombienne de Columbia d'une élection partielle en juillet 1963. Il ne siège pas à l'Assemblée législative, car l'élection générale de 1963 (en) est déclenchée avant son entrée en fonction.